# Diocesi di Mpanda
La diocesi di Mpanda (in latino: Dioecesis Mpandensis) è una sede della Chiesa cattolica in Tanzania suffraganea dell'arcidiocesi di Tabora. Nel 2021 contava 375.730 battezzati su 694.130 abitanti. È retta dal vescovo Eusebius Alfred Nzigilwa.

## Territorio
La diocesi comprende parte della regione di Katavi in Tanzania.
Sede vescovile è la città di Mpanda, dove si trova la cattedrale dell'Immacolata Concezione.
Il territorio è suddiviso in 16 parrocchie.

## Storia
La diocesi è stata eretta il 23 ottobre 2000, ricavandone il territorio dalla diocesi di Sumbawanga.

## Cronotassi dei vescovi
Si omettono i periodi di sede vacante non superiori ai 2 anni o non storicamente accertati.
- William Pascal Kikoti † (23 ottobre 2000 - 28 agosto 2012 deceduto)
- Gervas John Mwasikwabhila Nyaisonga (17 febbraio 2014 - 21 dicembre 2018 nominato arcivescovo di Mbeya)
- Eusebius Alfred Nzigilwa, dal 13 maggio 2020

## Statistiche
La diocesi nel 2021 su una popolazione di 694.130 persone contava 375.730 battezzati, corrispondenti al 54,1% del totale.
| anno | popolazione | popolazione | popolazione | presbiteri | presbiteri | presbiteri | presbiteri                | diaconi | religiosi | religiosi | parrocchie |
| anno | battezzati  | totale      | %           | numero     | secolari   | regolari   | battezzati per presbitero | diaconi | uomini    | donne     | parrocchie |
| ---- | ----------- | ----------- | ----------- | ---------- | ---------- | ---------- | ------------------------- | ------- | --------- | --------- | ---------- |
| 2000 | 224.374     | 358.409     | 62,6        | 21         | 15         | 6          | 10.684                    |         | 6         | 12        | 9          |
| 2001 | 213.636     | 358.409     | 59,6        | 14         | 14         |            | 15.259                    |         |           | 14        | 9          |
| 2002 | 254.758     | 399.710     | 63,7        | 14         | 14         |            | 18.197                    |         |           | 18        | 9          |
| 2003 | 259.838     | 413.026     | 62,9        | 14         | 14         |            | 18.559                    |         |           | 25        | 9          |
| 2004 | 266.016     | 423.869     | 62,8        | 13         | 13         |            | 20.462                    |         |           | 33        | 9          |
| 2013 | 324.236     | 564.604     | 57,4        | 19         | 18         | 1          | 17.065                    |         | 3         | 35        | 12         |
| 2016 | 329.622     | 609.327     | 54,1        | 17         | 17         |            | 19.389                    |         | 3         | 39        | 13         |
| 2019 | 355.200     | 656.200     | 54,1        | 24         | 24         |            | 14.800                    |         | 3         | 64        | 16         |
| 2021 | 375.730     | 694.130     | 54,1        | 26         | 26         |            | 14.451                    |         | 3         | 64        | 16         |